# 永瀬勝久
永瀬 勝久（ながせ かつひさ、1970年7月1日 - ）は、茨城県出身の俳優。血液型はB型。
劇団「PU-PU-JUICE」メンバー。

## 主な出演作品

### テレビ
- ケータイ刑事（BS-TBS）

### 映画
- HINAMI（2006年）
- グラビアヒロインUSA THE UNION 一蓮托生 罠（2007年）

### 舞台
- SLA 第2回公演 〜 第10回公演（第6回公演を除く）
- PU-PU-JUICE 第8回公演 『新・罪と罰』（2009年、主演：いしだ壱成）

### CM
- サッポロビール　『浩養園地ビール』
- マクドナルド　『長野オリンピックバージョン』

### CF
- 長野オリンピック　『ブリヂストン』